# ユリアン・ライクホフ
ユリアン・ディーン・ライクホフ（Julian Dean Rijkhoff、2005年1月25日 - ）は、オランダ・プルメレント出身のサッカー選手。アヤックス・アムステルダム所属。ポジションはフォワード。

## クラブ経歴
2013年にアヤックス・アムステルダムの育成組織であるアヤックス・アカデミーに加入したが、在籍8年間でプロ契約を結ぶには至らなかったため、2021年にボルシア・ドルトムントの下部組織へ移籍した。なお、育成年代ながら国外のクラブへ移籍したことについて、元オランダ代表FWのマルコ・ファン・バステンはメディア上でこの移籍を批判した。ドルトムントでは加入後徐々に評価を高め、2023年10月からリザーブチームでプレーするようになった。
ドルトムントのリザーブチームへ移籍後、ライクホフ自身がアヤックスへの復帰を希望していたため、2024年2月1日、2年半契約でアヤックス・アムステルダムへ復帰した。

## 代表経歴
2020年からオランダの世代別代表でプレーしている。